# Stadler Tango
Pour les articles homonymes, voir Tango.
Le Tango est un modèle de tramway à plancher bas ou haut produit par Stadler Rail.

## Description
Les villes qui exploitent le Tango exigent les caractéristiques suivantes pour ce matériel roulant: la vitesse (jusqu'à 100 km/h), la robustesse, la sécurité et la compatibilité avec l'utilisation commune des infrastructures, économique (capacité adaptée à la circulation et les perspectives pour leur développement), ainsi que le confort et l'esthétique. Dans le cas d'Appenzell Bahnen, le tramway doit traiter aussi avec de forts gradients dans les contreforts sud de Saint-Gall.

## Commercialisation
En 2021, le ministère de la circulation du canton de Sarajevo et Stadler ont signé un contrat pour la livraison d'une flotte de tramways TANGO ultramodernes, Type NF3. Le projet est financé par la Banque européenne pour la reconstruction et le développement (BERD) et la Banque européenne d'investissement (BEI). Le véhicule, unidirectionnel, pourra accueillir jusqu'à 180 passagers et dispose de 79 sièges
| Pays      | Ville          | Opérateur                   | Série          | Nombre | Année de livraison    | Longueur (en m) | Largeur (en m) | Écartement | Observations et particularités | Images |
| --------- | -------------- | --------------------------- | -------------- | ------ | --------------------- | --------------- | -------------- | ---------- | ------------------------------ | ------ |
| Allemagne | Bochum         | Bogestra                    | 6026–6031      | 6      | 2007                  |                 |                | 1 435 mm   | Ligne U35                      |        |
| Allemagne | Stuttgart      | SSB                         | 3501-3540      | 20     | 2012                  | 39,1            | 2,65           | 1 435 mm   |                                |        |
| Danemark  | Aarhus         | Aarhus Letbane              |                | 8      | 2017                  |                 |                | 1 435 mm   |                                |        |
| France    | Lyon           | Rhônexpress                 | 101-106        | 6      | 2009                  | 27              | 2,55           | 1 435 mm   | Ligne Rhônexpress              |        |
| Suisse    |                | Appenzeller Bahnen          |                | 7      | 2017                  | 50              | 2,4            | 1 000 mm   |                                |        |
| Suisse    | Forch - Zurich | Forchbahn                   | 61–73          | 13     | 2004                  |                 |                | 1 000 mm   |                                |        |
| Suisse    | Bâle           | BLT                         | 151-169        | 37     | 2008-2011 / 2014-2016 | 45              | 2,3            | 1 000 mm   |                                |        |
| Suisse    | Genève         | Transports publics genevois | No 1801 à 1841 | 41,    | 2011 / 2017 / 2021    | 45              | 2,3            | 1 000 mm   |                                |        |

À noter que la commande de la compagnie BVB de Bâle n'a pas été honorée, celle-ci ayant décidé d'annuler la commande, contrairement aux BLT qui ont confirmé leur commande.